# Królewskie
Królewskie es un pueblo en el municipio Ostrzeszów, comprendido en el distrito de Ostrzeszów, voivodato de Gran Polonia, en el centro oeste de Polonia. Se encuentra aproximadamente a 2 kilómetros al oeste de Ostrzeszów y a 133 kilómetros al sureste de la capital regional Poznań.